# Albert Saijo
Albert Fairchild Saijo (4. února 1926 Los Angeles – 2. června 2011 Volcano) byl americký básník japonského původu.

## Život
Narodil se v Los Angeles do rodiny japonských přistěhovalců. Jeho otec do Ameriky přijel v roce 1900, matka roku 1921. V roce 1942, když bylo Saijovi patnáct let, byla rodina donucena opustit svůj domov a byla internována nejprve v kalifornské Pomoně, poté ve Wyomingu. Tam začal Saijo přispívat do středoškolských novin Heart Mountain Echoes. Po dokončení střední školy krátce působil v armádě, kde se nakazil tuberkulózou. S tou měl následně řadu let vleklé problémy. Později studoval na Univerzitě Jižní Kalifornie, kde získal bakalářský titul z mezinárodních vztahů. V polovině padesátých let se začal zajímat o zen a v roce 1957 se usadil v San Franciscu, kde se spřátelil se spisovateli hnutí Beat generation, nejprve s Lewem Welchem a následně i s Allenem Ginsbergem, Garym Snyderem a Jackem Kerouacem. V Kerouacově knize Big Sur vystupuje pod jménem George Baso. Sám je autorem několika knih, včetně The Backpacker (1972) a Outspeaks: A Rhapsody (1997). Počátkem devadesátých let se usadil na Havaji, kde v roce 2011 ve věku 85 let zemřel.